# والتر كلارك (محامي)
والتر كلارك (بالإنجليزية: Walter Clark)‏ هو قاضي ومحامي أمريكي، ولد في 1846 في مقاطعة هاليفاكس في الولايات المتحدة، وتوفي في 1924.